# Nadia Melliti
Nadia Melliti (2002) è un'attrice francese.

## Biografia
Nata in Francia da madre algerina e padre francese, Nadia Melliti è stata "scoperta" da un casting director per le strade di Parigi.
Nel 2025 ha esordito al cinema come protagonista di La Petite Dernière, che le è valso il Prix d'interprétation féminine al Festival di Cannes.

## Filmografia
- La Petite Dernière, regia di Hafsia Herzi (2025)

## Riconoscimenti
- Festival di Cannes
  - 2025 – Prix d'interprétation féminine per La Petite Dernière[5]